# Вернер Гайдель
Вернер Гайдель (нім. Werner Heidel; 24 червня 1909, Хемніц — 30 січня 1940, Ла-Манш) — німецький офіцер-підводник, капітан-лейтенант крігсмаріне.

## Біографія
В 1932 році вступив на флот. З 1 жовтня 1937 по 18 грудня 1938 року — командир підводного човна U-6, з 18 грудня 1938 по 13 жовтня 1939 року — U-7, на якому здійснив 2 походи (разом 32 дні в морі), з 21 листопада 1939 року — U-55. 16 січня 1940 року вийшов у свій останній похід. 30 січня U-55 був потоплений в Кельтському морі південно-західніше від британських островів Сіллі у ході узгодженої атаки глибинними бомбами французьких есмінців «Гепард» і «Вальмі», британських есмінця «Вітшед», шлюпа «Фовей» та протичовнового літака Short Sunderland. Гайдель загинув, проте інші 41 члени екіпажу були врятовані та взяті в полон.
Всього за час бойових дій потопив 8 кораблів загальною водотоннажністю 20 377 тонн.
| Дата            | Назва корабля                     | Тип               | Тоннаж | Вантаж                                                                                    | Екіпаж | Загинули | Країна             | Конвой |
| --------------- | --------------------------------- | ----------------- | ------ | ----------------------------------------------------------------------------------------- | ------ | -------- | ------------------ | ------ |
| 22 вересня 1939 | Akenside                          | Торговий пароплав | 2,694  | 2000 тонн вугілля                                                                         | 26     | 0        | Британська імперія |        |
| 29 вересня 1939 | Takstaas (невиправно пошкоджений) | Торговий пароплав | 1,830  | Пиломатеріали                                                                             | ?      | 0        | Норвегія           |        |
| 18 січня 1940   | Foxen                             | Торговий пароплав | 1,304  | Шахтне вугілля                                                                            | 19     | 17       | Швеція             |        |
| 19 січня 1940   | Telnes                            | Торговий пароплав | 1,694  | Генеральні вантажі                                                                        | 18     | 18       | Норвегія           |        |
| 21 січня 1940   | Andalusia                         | Торговий пароплав | 1,357  | Генеральні вантажі                                                                        | 21     | 21       | Швеція             |        |
| 22 січня 1940   | Segovia                           | Торговий теплохід | 1,387  | 750 тонн генеральних вантажів, у тому числі 140 тонн олії, 45 тонн пробок, вина і мигдалю | 23     | 23       | Норвегія           |        |
| 30 січня 1940   | Vaclite                           | Паровий танкер    | 5,026  | Баласт                                                                                    | 35     | 0        | Британська імперія | OA-80G |
| 30 січня 1940   | Keramiai                          | Торговий пароплав | 5,085  | Баласт                                                                                    | 29     | 1        | Королівство Греція | OA-80G |

## Звання
- Оберфенріх-цур-зее (1 вересня 1935)
- Лейтенант-цур-зее (1 січня 1936)
- Оберлейтенант-цур-зее (1 жовтня 1937)
- Капітан-лейтенант (1 листопада 1939)

## Нагороди
- Медаль «За вислугу років у Вермахті» 4-го класу (4 роки)